# Вилсонс Милс (Северна Каролина)
Вилсонс Милс (енгл. Wilsons Mills) град је у америчкој савезној држави Северна Каролина.

## Демографија
По попису из 2010. године број становника је 2.277, што је 986 (76,4%) становника више него 2000. године.
| Група             | 2000.       | 2010.         |
| Белци             | 912 (70,6%) | 1.108 (48,7%) |
| Афроамериканци    | 309 (23,9%) | 698 (30,7%)   |
| Азијати           | 0 (0,0%)    | 8 (0,4%)      |
| Хиспаноамериканци | 63 (4,9%)   | 426 (18,7%)   |
| Укупно            | 1.291       | 2.277         |